# Race Imboden
Race Alick Reid Imboden (* 17. April 1993 in Tampa) ist ein US-amerikanischer Florettfechter.

## Erfolge
Race Imboden erzielte auf kontinentaler Ebene zahlreiche Erfolge. Mehrfach wurde er Panamerikameister: 2011, 2012, 2015, 2017, 2018 und 2019 gewann er den Titel im Einzel sowie von 2011 bis 2019 neunmal in Folge mit der Mannschaft. Bei Weltmeisterschaften gewann er mehrfach Silber: 2013, 2017 und 2018 wurde er mit der Mannschaft jeweils Vizeweltmeister. 2019 gelang in Budapest schließlich der Titelgewinn. Dreimal nahm er an Olympischen Spielen teil. 2012 belegte er in London den neunten Platz im Einzel und verpasste mit der Mannschaft knapp ein Medaillengewinn. Im Halbfinale unterlagen die Vereinigten Staaten Italien mit 24:45, im anschließenden Gefecht um Bronze setzte sich Deutschland mit 45:27 gegen die US-Amerikaner durch. Bei den Spielen in Rio de Janeiro war Imboden für das Einzel nicht qualifiziert. Mit der Mannschaft, zu der neben Imboden noch Miles Chamley-Watson, Alexander Massialas und Gerek Meinhardt gehörten, schied er erneut im Halbfinale aus, dieses Mal gegen Russland mit 41:45. Im Gefecht um Bronze blieb sie dagegen siegreich, sie gewann mit 45:31 gegen Italien. 2019 gewann er bei den Panamerikanischen Spielen 2019 in Lima Bronze im Einzel sowie Gold mit der Mannschaft. Bei den 2021 ausgetragenen Olympischen Spielen 2020 in Tokio gewann er mit der Mannschaft wie schon 2016 die Bronzemedaille.
Er studierte an der St. John’s University, für die er auch im College Sport im Fechten aktiv war. Nachdem er in seiner parallelen Modelkarriere auch nennenswerte Einnahmen erzielte, die nicht mit dem Amateurzwang des Collegesports vereinbar waren, entschied er sich 2013, sein Studium abzubrechen. Seine Eltern benannten Imboden nach der Figur Race Bannon aus der Comicserie Jonny Quest.

## Politischer Protest
Bereits 2017 folgte Race Imboden dem Beispiel von Colin Kaepernick und dessen Protest und kniete während der Siegerehrung eines Weltcups. 2019 wiederholte er die Geste auf dem Siegerpodest der Panamerikanischen Spiele.